# Namonuito
Namonuito, auch Namonweito, Weito, oder Magur Islands, ist ein großes Atoll im Nordwesten des Staates Chuuk der Föderierten Staaten von Mikronesien.

## Geographie
Namonuito liegt 170 km nordwestlich der Hauptinseln von Chuuk und 137 km westlich des zu den Hall Islands gehörenden Atolls Nomwin.
Mit einer Gesamtfläche von 2267 km² (davon 1874,9 km² Lagunenfläche) wird es in Mikronesien nur von Kwajalein und Chuuk übertroffen. Das Atoll ähnelt einem Dreieck, mit einer 82 km langen Basis, die die Südflanke bildet. Die Landfläche der insgesamt 12 Inseln beträgt nur 4,38 km². Zur Volkszählung 2010 lag die Einwohnerzahl bei 1384.
Weite Teile des Riffkranzes sind versunken bzw. liegen in relativ tiefem Wasser, sodass sie keine Hindernisse für die Schifffahrt darstellen. Daher wird das Atoll aus der Nähe nicht als solches wahrgenommen, zumal zwischen einzelnen Inseln große Entfernungen liegen, rund 80 km entlang der Südflanke des Atolls und über 50 km entlang der Nordwestflanke. Die Einfahrt in die Lagune, bzw. die Durchfahrt ist deshalb nicht wie typischerweise in Atollen auf bestimmte Passagen beschränkt, sondern ist an den meisten Stellen entlang des Atollrings möglich. Die meisten Inseln liegen entlang der Nordostflanke des Atolls.
Hauptinsel ist Onoun (Ulul) im Südwesten, mit einer Landfläche von 2,54 km² (mehr als die Hälfte der Landmasse des gesamten Atolls) und einer Bevölkerung von 633 Einwohnern (Stand 2010). Onoun bildet die größte Gemeinde des Atolls.

## Verwaltung
Verwaltungsmäßig gliedert sich das Atoll in die fünf Gemeinden (municipalities) Makur, Piherarh, Onou, Onoun und Unanu. Diese gehören zur statistischen Inselregion Oksoritod (Nordwesten).

## Demographie
Auf Namonuito wird Namonuitonisch gesprochen.